# Afroestricus sadaukii
Afroestricus sadaukii är en tvåvingeart som beskrevs av Scarbrough 2005. Afroestricus sadaukii ingår i släktet Afroestricus och familjen rovflugor. Inga underarter finns listade i Catalogue of Life.